# فرودگاه کین‌زوا
فرودگاه کین‌زوا (به انگلیسی: Kinzua Airport) یک فرودگاه خصوصی است که یک باند فرود شن دارد و طول باند آن ۱۰۹۷ متر است. این فرودگاه در شهر کینزوا، اورگن کشور ایالات متحده آمریکا قرار دارد و در ارتفاع ۱۲۰۸ متری از سطح دریا واقع شده است.